# Штокман, Владимир Борисович
Влади́мир Бори́сович Што́кман (1909—1968, Москва) — советский океанолог, доктор физико-математических наук (1944), профессор (1947).

## Биография
Родился в Москве в семье инженера-механика Бруно Оттоновича Штокмана (из купеческой семьи). В 1929 году поступил на первый курс математического отделения физико-математического факультета Первого Московского университета, а после выделения из Университета Гидрометеорологического Института (МГМИ) продолжал обучение в нём. В 1930 году практикант, а в 1932 году младший научный сотрудник Государственного океанографического института («старый» ГОИН). Ему поручается провести экспедицию в Мотовской залив (Мурман), где он собирает интересные материалы. В 1934 году направляется в Баку для организации там Лаборатории физической океанологии при Азербайджанском филиале Всесоюзного Института рыбного хозяйства и океанографии (ВНИРО). В должности заведующего этой Лаборатории проработал до 1938 года, когда был переведён в Москву во ВНИРО заведующим Отделом гидрологии.
В период работы в Баку в полной мере раскрылись его способности в организации и проведении оригинальных экспедиционных работ и в использовании новейших математических методов по обработке полученных материалов — во внедрении совершенно новых для того времени представлений о гидрологических полях в море, как о полях случайных, подлежащих исследованию методами теории вероятности и случайных функций, а также в организации длительных наблюдений для получения рядов данных, пригодных для статистической обработки. Такого рода работы, проведённые впервые на Каспийском море, развились впоследствии в принцип «полигонных» исследований в океане, ставшим в настоящее время основным методом океанологических натурных наблюдений.
В 1939 году был приглашён в Отдел физики моря Института теоретической физики Академии наук СССР, возглавляемый О. Ю. Шмидтом. С началом Отечественной войны эвакуируется в Красноярск, где некоторое время работает в Арктическом научно-исследовательском институте (АНИИ), а в 1943 году переходит в Лабораторию океанологии АН СССР, которая, как и АНИИ находилась в это время в Красноярске в эвакуации.
С Лабораторией океанологии, преобразованной в 1946 году в Институт океанологии АН СССР, связана вся дальнейшая жизнь учёного. Здесь он возглавляет Отдел физической океанологии, а затем Лабораторию динамики моря. В 1944 году утверждён доктором физико-математических наук, а в 1947 году в звании профессора геофизики.
Основной круг научных интересов в ИОАН — морские течения и процессы перемешивания водных масс океана. Ему принадлежат такие фундаментальные достижения, как выяснение важной роли пространственной неравномерности поля ветра над океанами при формировании горизонтальной структуры океанских течений, объяснение противотечений в океанах и морях, создание метода полных потоков. Метод полных потоков позволяет исключить необходимость исследования вертикальной структуры течений и моделировать явление изгибом гибкой пластины, зажатой по контуру и загруженной пропорционально завихренности поля ветра над морем. Введение модели поля плотности воды позволяет с использованием метода полных потоков получить и скорости течений на отдельных горизонтах. Метод полных потоков дал возможность объяснить явление интенсификации течений у западных берегов океанов, то есть объяснить причины возникновения Гольфстрима и Куросио. Весьма важные результаты получены при исследовании влияния рельефа дна на течения. Совместный учёт рельефа дна и неравномерности ветрового поля позволили, в частности, объяснить аномальную циркуляцию в Аральском море. Оригинальные результаты получены по проблеме циркуляции вод вокруг островов.
Детальному математическому анализу был подвергнут широко используемый океанологами метод исследования перемешивания и динамики водных масс с использованием их температурно-солёностных характеристик. Ему принадлежит заслуга и во внедрении в океанологию метода температурных волн для исследования процессов вертикального обмена. Расчёты, основанные на уравнении теплопроводности, позволили объяснить интересные и казавшиеся в значительной степени загадочными особенности распространения тёплых атлантических вод в Полярном бассейне.
Опубликовано более 100 оригинальных исследований по динамике океана, в числе которых широко известная монография «Экваториальные противотечения в океанах» (1948).
В. Б. Штокмана по праву можно считать родоначальником большинства физических лабораторий ИОАН. Из его отдела ещё при жизни выделились в самостоятельные подразделения Отдел физической океанографии, Лаборатория гидрологических процессов, Лаборатория морской метеорологии. У него всегда было много учеников, многие из которых стали видными учёными — продолжателями дела своего учителя (члены-корреспонденты РАН Р. В. Озмидов, К. Н. Фёдоров, доктора наук В. М. Каменкович, С. А. Китайгородский, М. Н. Кошляков и другие). Созданная школа отечественных физиков-океанологов успешно живёт и развивается.
Он был разносторонним, высокообразованным человеком, на профессиональном уровне занимался коллекционированием живописи, был специалистом в кинологии, страстно любил природу.
Похоронен на Введенском кладбище (5 уч.).

## Увековечение имени
В честь В. Б. Штокмана названо судно Института океанологии им. П. П. Ширшова РАН «Профессор Штокман».
В честь В. Б. Штокмана названа подводная гора (гора Штокмана, Тихий океан, 25° ю.ш., 82°05′ з.д., гора открыта в 1968 году на экспедиционном судне «Академик Курчатов»).